# Ammothella elegantula
Ammothella elegantula is een zeespin uit de familie Ammotheidae. De soort behoort tot het geslacht Ammothella. Ammothella elegantula werd in 1968 voor het eerst wetenschappelijk beschreven door Stock. 